# Aaron Stone
Aaron Stone fue una Disney XD rodada en imagen real en el año 2009. Creada por Bruce Kalish, esta fue la primera serie original de Disney XD. Trata sobre un adolescente que se alista para convertirse en la versión en vida real de un personaje de videojuego que lucha contra el crimen. La serie está protagonizada por Kelly Blatz, David Lambert, J. P. Manoux y Tania Gunadi.
La trama ha sido criticada por expertos repetidamente. Entre otros, por el conocido crítico Albert H. Joutsinson, que expresó claramente su punto de vista en una concisa frase durante una entrevista: «La idea de esta serie muestra claramente la frivolidad de los creativos de las grandes empresas, que no solo no se molestan en tocar temas mal llamado comunes solamente para atrapar mayores audiencias, sino que confiados en el poderoso amparo del que viven, subestimen ni más ni menos que a la misma realidad, por ejemplo ni molestándose en conocerla».
Estrenó el 13 de febrero de 2009 en Disney XD en Estados Unidos y es la primera serie en debutar en Disney XD Latinoamérica, el 3 de julio de 2009. En mayo de 2010 Disney XD anunció en EE. UU que la serie había sido cancelada dejando solamente con 2 temporadas y 35 capítulos.

## Sinopsis
Charlie Landers (Kelly Blatz) es el mejor jugador del popular videojuego en línea Hero Rising, siendo una leyenda en su lucha contra el crimen, bajo el avatar de Aaron Stone. Cuando es alistado para volverse el "verdadero" Aaron Stone, su vida cambia para siempre. Mientras vive sólo con su madre y su hermano menor, Jason, Charlie siente la presión de mantener su familia a salvo siendo Aaron Stone.

## Cancelación de la serie
El 11 de noviembre de 2009, en un chat en vivo con J. P. Manoux, Tania Gunadi y Bruce Kalish, Anunciaron que Aaron Stone no sería renovada para una tercera temporada, con la segunda temporada siendo la última temporada. La razón aducida fue que Disney XD ha tomado la decisión de poner más interés en la acción en vivo de programación que es sobre todo la comedia. Este anuncio fue hecho antes de la primera temporada llegó a la conclusión de los Estados Unidos. 
Un total de 14 episodios fueron producidos para la segunda temporada se estrenó el 24 de febrero de 2010. El pasado de 8 restantes episodios comenzó a emitirse del 16 de junio y concluyó el 30 de julio de 2010. A partir de agosto de 2011, Disney XD suspendió al aire repeticiones de Aaron Stone en los Estados Unidos, y en Latinoamérica la serie Finalizó el 30 de julio de 2010 y se retiró del aire el 24 de noviembre de 2010, la serie volvió al canal emitiendo repeticiones desde el 12 de marzo de 2011 hasta el 29 de noviembre cuando se fue del canal permanentemente, en España finalizó el 8 de febrero de 2011 y se siguieron emitiendo repeticiones hasta 2 de marzo de 2012. Incluso se eliminó todo rastro de Aaron Stone en la página web de Disney XD, borrando completamente la existencia de esta serie.

## Reparto

### Principales
- Kelly Blatz como Charlie Landers / Aaron Stone.
- Tania Gunadi como Emma Lau / Dark Tamara.
- David Lambert como Jason Landers / Terminus Mag.
- J. P. Manoux como S.T.A.N.

### Secundarios
- Martin Roach como T. Abner Hall
- Vasanth Saranga como Vas Mehta / Vasuvius.
- Jesse Rath como Ramdas "Ram" Mehta / Lethal Lotus.
- Shauna MacDonald como Amanda Landers.
- Rob Ramsay como Percy Budnick.
- Italia Ricci como Chase Ravenwood.
- Daniel DeSanto como Harrison Marshall.
- Meaghan Rath como Tatianna Caine Hall.
- Frank Cox-O'Connell como Eugene.
- Zoë Belkin como Megan.
- Meghan Heffern como Jo

## Doblaje al español

### Doblaje para América Latina
- Javier Olguín como Charlie Landers / Aaron Stone.
- Anaís Portillo como Emma Lau / Dark Tamara.
- Miguel Ángel Leal como Jason Landers / Terminus Max.
- Jesús Barrero (†) como S.T.A.N.
- Juan Carlos Tinoco como T. Abner Hall
- Marcela Paez como Amanda Landers.
- Mireya Mendoza como Chase Ravenwood.
- Karla Falcón como Tatiana Caine Hall.
- Arturo Cataño como Eugene.
- Analíz Sánchez como Jo.
- Raymundo Armijo como Souljacker.

Créditos Técnicos
- Estudio de doblaje: SDI Media de México S. De R.L. C.V.
- Director: Arturo Mercado Jr.
- Traductor Adaptador: Yuri Takenaga
- Director Creativo: Raúl Aldana
- Doblaje al español producido por: Disney Character Voices International, Inc.

## Episodios
| Temporada | Episodios | USA                   | USA                     | Hispanoamérica     | Hispanoamérica         | España                   | España                  |
| Temporada | Episodios | Comienzo              | Final                   | Comienzo           | Final                  | Comienzo                 | Final                   |
| --------- | --------- | --------------------- | ----------------------- | ------------------ | ---------------------- | ------------------------ | ----------------------- |
| 1         | 21        | 13 de febrero de 2009 | 27 de noviembre de 2009 | 3 de julio de 2009 | 4 de diciembre de 2009 | 18 de septiembre de 2009 | 31 de diciembre de 2009 |
| 2         | 14        | 24 de febrero de 2010 | 30 de julio de 2010     | 16 de mayo de 2010 | 27 de junio de 2010    | 4 de julio de 2010       | 31 de diciembre de 2010 |